# Phaeacius
Phaeacius Simon, 1900 è un genere di ragni appartenente alla famiglia Salticidae.

## Distribuzione
Le 13 specie oggi note di questo genere sono state rinvenute in Asia orientale e sudorientale.

## Tassonomia
A giugno 2011, si compone di 13 specie:
- Phaeacius alabangensis Wijesinghe, 1991 — Filippine
- Phaeacius azarkinae Prószynski & Deeleman-Reinhold, 2010 — Sumbawa (Indonesia)
- Phaeacius biramosus Wijesinghe, 1991 — Sumatra
- Phaeacius canalis Wanless, 1981 — Filippine
- Phaeacius fimbriatus Simon, 1900[2] — Nepal, Giava
- Phaeacius lancearius (Thorell, 1895) — India, Birmania
- Phaeacius leytensis Wijesinghe, 1991 — Filippine
- Phaeacius mainitensis Barrion & Litsinger, 1995 — Filippine
- Phaeacius malayensis Wanless, 1981 — Cina, Malesia, Singapore, Sumatra
- Phaeacius saxicola Wanless, 1981 — Nepal
- Phaeacius wanlessi Wijesinghe, 1991 — Nepal, Sri Lanka
- Phaeacius yixin Zhang & Li, 2005 — Cina
- Phaeacius yunnanensis Peng & Kim, 1998 — Cina

### Specie trasferite
- Phaeacius ramipalpis Thorell, 1892; trasferita al genere Mintonia Wanless, 1984[1].